# Riberos de la Cueza
Riberos de la Cueza – gmina w Hiszpanii, w prowincji Palencia, w Kastylii i León, o powierzchni 19,79 km². W 2011 roku gmina liczyła 62 mieszkańców.